# Pleosporaceae
Pleosporaceae Nitschke – rodzina grzybów z rzędu Pleosporales.

## Systematyka
Pozycja w klasyfikacji według Index Fungorum
Pleosporales, Pleosporomycetidae, Dothideomycetes, Pezizomycotina, Ascomycota, Fungi.
Rodzaje
Według aktualizowanej klasyfikacji Index Fungorum bazującej na Dictionary of the Fungi do rodziny tej należą rodzaje:

- Allewia E.G. Simmons 1990
- Alternaria Nees 1816
- Alternariaster E.G. Simmons 2007
- Bipolaris Shoemaker 1959
- Briansuttonomyces Crous 2016
- Chalastospora E.G. Simmons 2007
- Chmelia Svob.-Pol. 1966
- Cochliobolus Drechsler 1934
- Crivellia Shoemaker & Inderb. 2006
- Curvularia Boedijn 1933
- Decorospora Inderb., Kohlm. & Volkm.-Kohlm. 2002
- Drechslera S. Ito 1930
- Edenia M.C. González, Anaya, Glenn, Saucedo & Hanlin 2007
- Embellisia E.G. Simmons 1971
- Exserohilum K.J. Leonard & Suggs 1974
- Extrawettsteinina M.E. Barr 1972
- Gibbago E.G. Simmons 1986
- Johnalcornia Y.P. Tan & R.G. Shivas 2014
- Kriegeriella Höhn. 1918
- Lewia M.E. Barr & E.G. Simmons 1986
- Marielliottia Shoemaker 1999
- Neocamarosporium Crous & M.J. Wingf. 2014
- Neoplatysporoides Crous & M.J. Wingf. 2015
- Nimbya E.G. Simmons 1989
- Paradendryphiella Woudenberg & Crous 2013
- Platysporoides (Wehm.) Shoemaker & C.E. Babc. 1992
- Pleospora Rabenh. ex Ces. & De Not. 1863
- Porocercospora Amaradasa, Amundsen, Madrid & Crous 2014
- Pseudoalternaria D.P. Lawr., Gannibal, F.M. Dugan & B.M. Pryor 2013
- Pseudoyuconia Lar.N. Vassiljeva 1983
- Pyrenophora Fr. 1849
- Setosphaeria K.J. Leonard & Suggs 1974
- Stemphyliopsis Speg. 1910
- Stemphylium Wallr. 1833
- Tamaricicola Thambug., E. Camporesi & K.D. Hyde 2016
- Teretispora E.G. Simmons 2007
- Typhicola Crous 2019
- Undifilum B.M. Pryor, Creamer, Shoemaker, McLain-Romero & Hambl. 2009
- Ybotromyces Rulamort 1986
- Zeuctomorpha Sivan., P.M. Kirk & Govindu 1984